# 古庄ゆき子
古庄 ゆき子（こしょう ゆきこ、1929年5月30日 - ）は、女性史研究家、別府大学名誉教授。
大分県出身。別府女子大学国文科卒業。別府大学文学部助教授、73年教授、75年『ふるさとの女たち』で大分地方の近代農村女性の労働と意識を分析、2000年定年、名誉教授。2003年『ここに生きる―村の家・村の暮らし』で日本エッセイスト・クラブ賞受賞。

## 著書
- ふるさとの女たち 大分近代女性史序説 ドメス出版 1975
- 豊後おんな土工 大分近代女性史序説 ドメス出版 1979.10
- 資料女性史論争（編）ドメス出版 1987.10 (論争シリーズ
- 大分おんな百年 ドメス出版 1993.4
- ここに生きる 村の家・村の暮らし ドメス出版 2002.8
- 自ら発光体となろう 大分の女たち ドメス出版 2005.9

## 参考
- 日本人名大事典